# Marta Gastini
Marta Gastini es una actriz italiana, más conocida por haber interpretado a Giulia Farnese en la serie Borgia.

## Carrera
En 2008 se convirtió en portavoz de "Christian Blind Mission".
En 2011 apareció en la película The Rite, donde interpretó a Rosaria. Ese mismo año se unió al elenco principal de la serie francesa Borgia, donde interpretó a Giulia Farnese, la amante del papa Alejandro VI (John Doman) hasta el final de la serie en 2014. En 2012 interpretó a Mina Harker en la película Dracula 3D. Es descendiente del actor y poeta Carlo Gastini.

## Filmografía[2]

### Series de televisión
| Año         | Serie             | Personaje      | Notas        |
| ----------- | ----------------- | -------------- | ------------ |
| 2011 - 2014 | Borgia            | Giulia Farnese | 34 episodios |
| 2009        | Il bene e il male | Sara Cortesi   | 11 episodios |

### Películas
| Año  | Título                        | Personaje   | Notas                                                                                              |
| ---- | ----------------------------- | ----------- | -------------------------------------------------------------------------------------------------- |
| 2019 | The Tracker                   | Giada       | junto a Dolph Lundgren & Cosimo Fusco                                                              |
| 2015 | Autumn Lights                 | Marie       | junto a Guy Kent, Sveinn Ólafur Gunnarsson, Thora Bjorg Helga & Salome R. Gunnarsdottir            |
| 2014 | Under the Series              | Eva         | corto - junto a Valentina Bellè, Giorgio Colangeli, Jose Dammert & Chiara Iezzi                    |
| 2012 | Dracula 3D                    | Mina Harker | junto a Thomas Kretschmann, Asia Argento, Rutger Hauer & Unax Ugalde                               |
| 2011 | The Rite                      | Rosaria     | junto a Anthony Hopkins, Colin O'Donoghue, Alice Braga, Toby Jones & Rutger Hauer                  |
| 2009 | Io & Marilyn                  | Martina     | junto a Leonardo Pieraccioni, Suzie Kennedy, Barbara Tabita, Francesco Pannofino & Alessandro Paci |
| 2009 | L'uomo che cavalcava nel buio | Serena      | junto a Alberto Gimignani, Terence Hill, Barbara Livi & Marcello Mazzarella                        |

### Escritora y productora
| Año  | Título                         | Notas                          |
| ---- | ------------------------------ | ------------------------------ |
| 2013 | Life on Loan, Vita in Prestito | corto - escritora & productora |

## Premios y nominaciones
| Año  | Categoría               | Premio              | Película | Resultado |
| ---- | ----------------------- | ------------------- | -------- | --------- |
| 2014 | Explosive Talent        | Giffoni Award       | -        | Ganadora  |
| 2013 | Best Actress            | Grand Winner Award  | Tanith   | Ganadora  |
| 2011 | Best Supporting Actress | Silver Ribbon Award | The Rite | Nominada  |
| 2011 | -                       | L'Oreal Paris Award | The Rite | Nominada  |